# Kunj
 Kunj  (olaszul: Cugno) falu Horvátországban, Isztria megyében. Közigazgatásilag Rašához tartozik.

## Fekvése
Az Isztria keleti részén, Labin központjától 9 km-re, községközpontjától 4 km-re nyugatra a Raša-folyó bal partján fekszik.

## Története
A településnek 1857-ben 469, 1910-ben 176 lakosa volt. Az I. világháború után Olaszországhoz került. A második világháború után Jugoszlávia része lett. A jugoszláv közigazgatás a korábban önálló Raša községet Labin városához csatolta. Önállóságát csak a független horvát államtól kapta vissza. Jugoszlávia felbomlása után 1991-ben a független Horvátország része lett. 2011-ben a falunak 72 lakosa volt.

## Lakosság
| Lakosság változása | Lakosság változása | Lakosság változása | Lakosság változása | Lakosság változása | Lakosság változása | Lakosság változása | Lakosság változása | Lakosság változása | Lakosság változása | Lakosság változása | Lakosság változása | Lakosság változása | Lakosság változása | Lakosság változása | Lakosság változása |
| ------------------ | ------------------ | ------------------ | ------------------ | ------------------ | ------------------ | ------------------ | ------------------ | ------------------ | ------------------ | ------------------ | ------------------ | ------------------ | ------------------ | ------------------ | ------------------ |
| 1857               | 1869               | 1880               | 1890               | 1900               | 1910               | 1921               | 1931               | 1948               | 1953               | 1961               | 1971               | 1981               | 1991               | 2001               | 2011               |
| 469                | 481                | 113                | 142                | 154                | 176                | 930                | 1096               | 266                | 167                | 136                | 131                | 113                | 107                | 85                 | 72                 |